# Willem Janszoon
Willem Janszoon (ca. 1570-1630) (también conocido por su nombre abreviado Willem Jansz., con o sin punto) fue un navegante y gobernador colonial neerlandés y el primer europeo en explorar las costas de Australia.  Janszoon sirvió en las Compañía Holandesa de las Indias Orientales, embarcándose hacia el sudeste de Asia, durante varios períodos 1603-1611, 1612-1616, incluyendo un tiempo como gobernador de Fort Henricus en Solor.: 43 
En 1605 una expedición de exploración le llevó a la península del Cabo York, en la actual Australia, que cartografió creyendo que se trataba de una extensión de Nueva Guinea. A su regreso llamó al territorio descubierto Nueva Zelanda, un nombre que cayó en el olvido y que fue luego sustituido por el de Australia.

## Primeros años
Nada se sabe de los primeros años de la vida de Willem Janszoon. Probablemente nació en Róterdam, en los Países Bajos. El primer dato conocido fue su entrada al servicio de la Oude compagnie (Antigua empresa), una de las predecesores de la Compañía Holandesa de las Indias Orientales (Verenigde Oostindische Compagnie o VOC), como piloto a bordo del Hollandia, un barco de la segunda flota enviada por los holandeses a las Indias Orientales Neerlandesas en 1598.: 13  El 5 de mayo de 1601 se embarcó de nuevo para las Indias Orientales como capitán del Lam (Cordero), uno de los tres barcos de la flota de Joris van Spilbergen.: 15 
Janszoon partió de los Países Bajos para las Indias Orientales por tercera vez el 18 de diciembre de 1603, como capitán de la Duyfken (o Duijfken, que significa «pequeña paloma»), uno de los doce barcos de la gran flota de Steven van der Hagen (1563–1621).: 17  Una vez en las Indias, Janszoon fue enviado a buscar otros puntos comerciales de venta, particularmente en «la gran tierra de Nueva Guinea y otras Tierras al Este y al Sur». 

## Descubrimiento de Australia

### Primer viaje a Australia

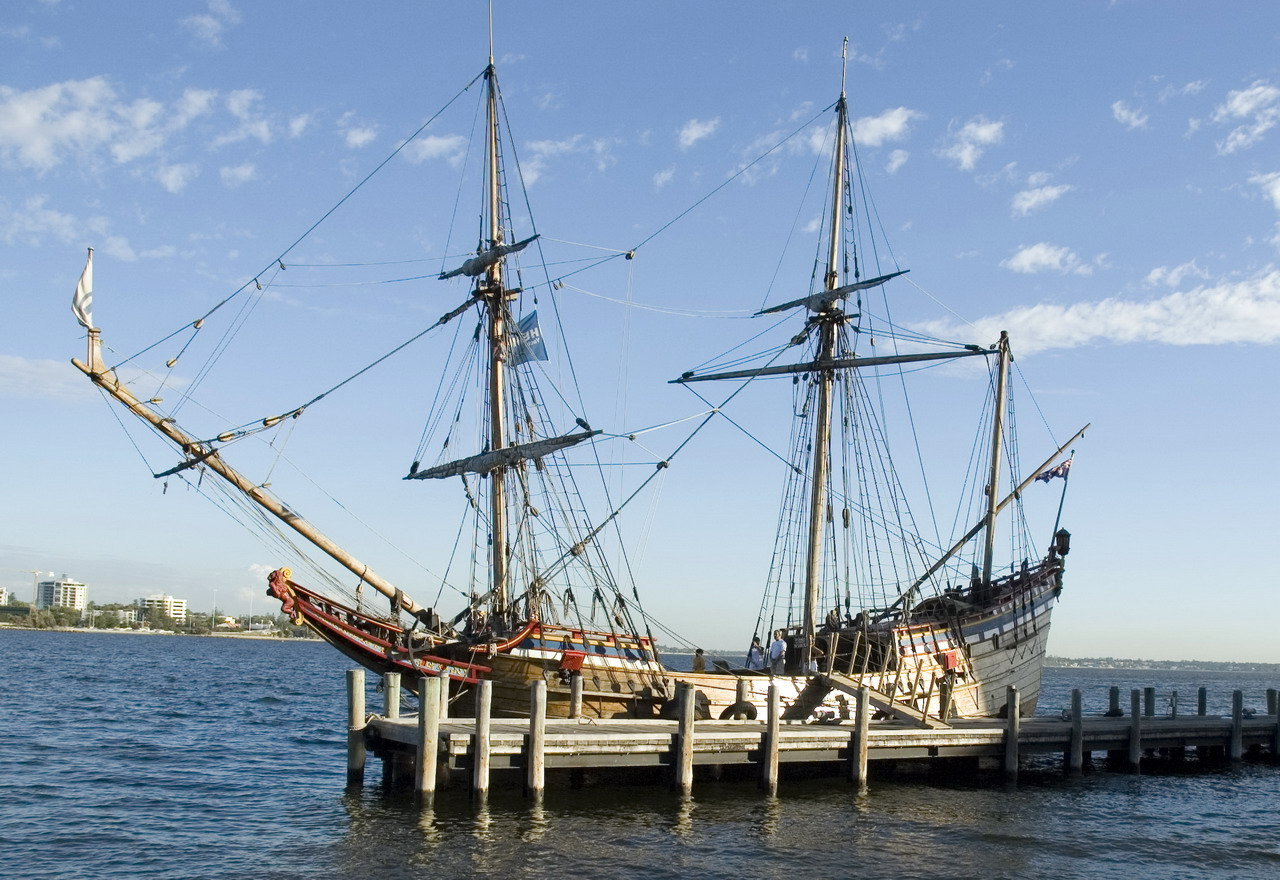
Réplica de la Duyfken en el río Swan

El 18 de noviembre de 1605 el Duyfken zarpó de Bantén en la costa oeste de Nueva Guinea. Janszoon luego cruzó el extremo oriental del mar de Arafura, sin encontrar el estrecho de Torres, en el golfo de Carpentaria. El 26 de febrero de 1606 desembarcó en el río Pennefather en la orilla occidental de la península del Cabo York, en Queensland, cerca de la moderna ciudad de Weipa. Esta es el primer desembarco conocido de un país europeo en el continente australiano. Janszoon procedió a cartografiar unos 320 km de la línea de costa, que él creía era una extensión meridional de Nueva Guinea.
Encontrando la tierra pantanosa y la gente poco hospitalaria (diez de sus hombres fueron asesinados en diferentes expediciones a tierra), en el cabo Keereweer (Turnabout), al sur de la bahía Albatros, Willem Janszoon decidió regresar y llegó a Bantam en junio de 1606. Llamó a la tierra que había descubierto Nieu Zelandt según la provincia neerlandesa de Zelanda, pero el nombre no fue adoptado y más adelante Abel Tasman utilizó el de Nueva Zelanda. 
El Duyfken estaba realmente en el estrecho de Torres en febrero de 1606, unos meses antes de que Luis Váez de Torres navegase a través de sus aguas. En 1607 Cornelis Matelieff de Jonge le envió a las islas de Ambon y de Banda. Janszoon regresó a los Países Bajos en 1611 en la creencia de que la costa sur de Nueva Guinea estaba unida a la tierra por la que había navegado y los mapas neerlandeses reprodujeron este error durante muchos años. Aunque ha habido sugerencias de que anteriores navegantes procedentes de China, Francia o Portugal, podrían haber descubierto partes de Australia, el Duyfken fue finalmente el primer barco europeo conocido que lo hizo. 

### Segundo viaje a Australia
Janszoon informó que el 31 de julio de 1618 había desembarcado en una isla a una latitud 22° Sur, con una longitud de 22 millas y a unas 240 millas al SSE del estrecho de la Sonda. Esto se interpreta generalmente como una descripción de la península desde punta Cloates (22°43′S 113°40′E) hasta el cabo Noroeste (21°47′S 114°09′E) en la costa de Australia Occidental, que Janszoon presumió era una isla sin que realizase totalmente su circunnavegación.: 46 

## Vida política
Janszoon sirvió en las Indias Orientales Neerlandesas en varios períodos (1603-11, 1612-16, incluido un período como gobernador de Fort Henricus en Solor,: 43  y 1618-28, durante el cual se desempeñó como almirante de la flota neerlandesa: 49  y como gobernador de Banda (1623-27).: 50  Fue premiado en 1619 con una cadena de oro, valorada en 1000 florines, por su participación en la captura de cuatro buques de la Compañía Británica de las Indias Orientales, que habían ayudado a los javaneses en su defensa de la ciudad de Batavia (actual Yakarta) contra los holandeses.: 48  Regresó a Batavia en junio de 1627 y poco después, como almirante de una flota de ocho buques, fue a una misión diplomática a la India.: 51  El 4 de diciembre de 1628 se embarcó para Holanda y el 16 de julio de 1629 informó sobre el estado de las Indias en La Haya.: 51  Probablementetenía en ese momento unos sesenta años de edad y estaba dispuesto a retirarse de su vida activa y satisfactoria al servicio de su país. No hay nada conocido de sus últimos días, aunque se cree que murió en 1630. 

## Mapa de Duyfken

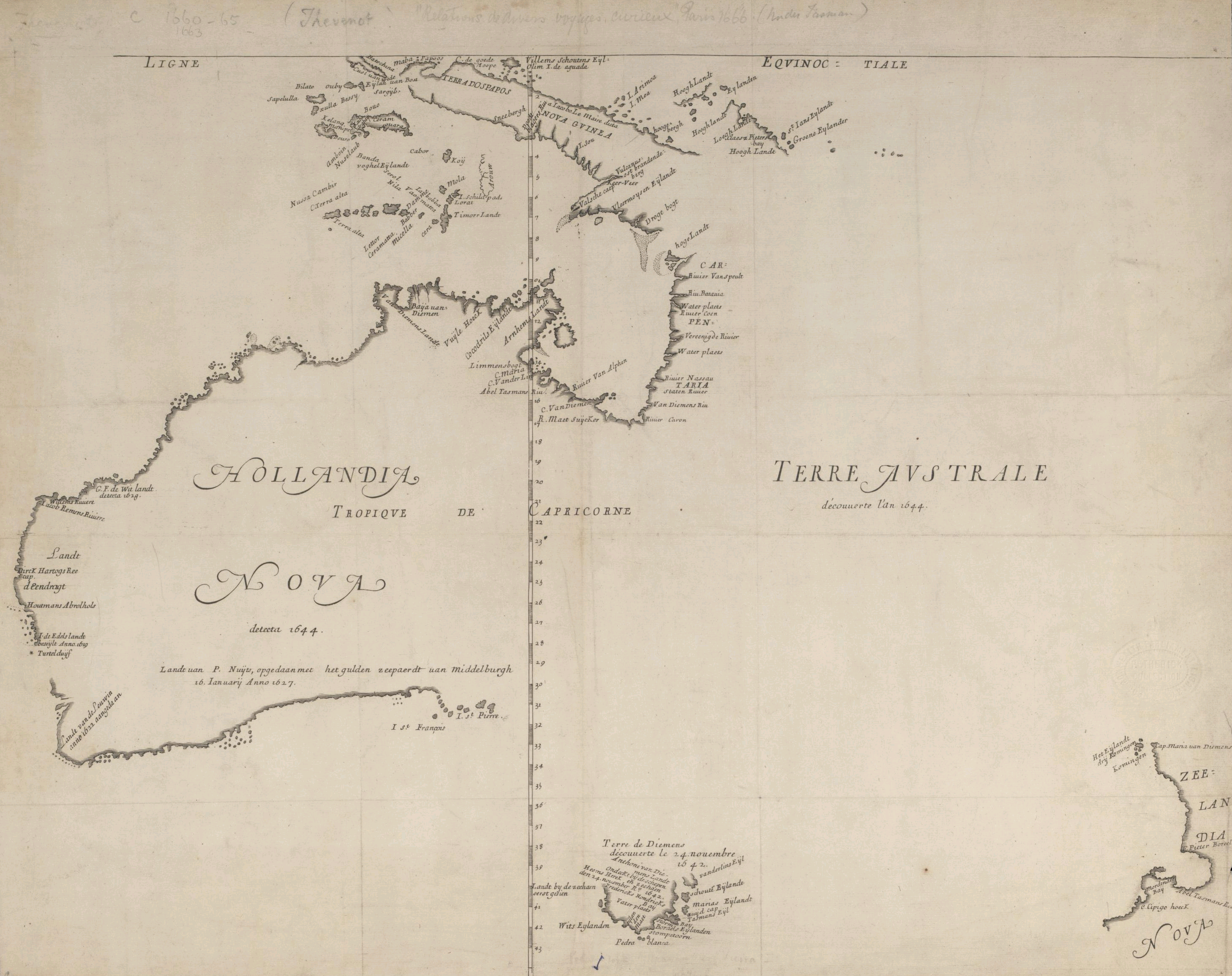
Melchisédech Thévenot (1620?-1692): Hollandia Nova detecta 1644; Terre Australe decouuerte l'an 1644, Paris: De l'imprimerie de Iaqves Langlois, 1663 (Basado en un mapa del cartógrafo neerlandés Joan Blaeu. Del libro Relations de divers voyages curieux, de Thévenot, París, J. Langlois, 1663).

Los originales del diario y las notas del viaje de Janszoon en 1606 se han perdido. El mapa de Duyfken, que muestra la ubicación del primer desembarco en Australia por el Duyfken, tuvo un destino mejor. Todavía estaba en Ámsterdam cuando Hessel Gerritsz (c. 1581-1632), hizo su «Mapa del Pacífico» en 1622, y reflejó la geografía del Duyfken, lo que proporcionó el primer mapa que contiene cualquier parte de Australia. El mapa seguía existiendo alrededor de 1670, cuando se hizo una copia, que finalmente fue a la Biblioteca Imperial de Viena y quedó olvidado durante doscientos años. El mapa es parte del Atlas de Blaeu de Van der Hem, llevado a Viena en 1730 por el príncipe Eugenio de Saboya. La información de sus cartas fue incluida en los mapas de mármol y cobre de los hemisferios en el piso del Salón de los Ciudadanos del Palacio Real de Ámsterdam.